# Федосей, Николае
Николае Федосей (рум. Nicolae Fedosei; 6 декабря 1962, Слава-Черкезе) — румынский гребец-байдарочник, выступал за сборную Румынии в середине 1980-х годов. Участник летних Олимпийских игр в Лос-Анджелесе, чемпион мира, победитель многих регат национального и международного значения.

## Биография
Николае Федосей родился 6 декабря 1962 года в коммуне Слава-Черкезе уезда Тулча. 
Первого серьёзного успеха на взрослом международном уровне добился в 1983 году, когда попал в основной состав румынской национальной сборной и побывал на чемпионате мира в финском Тампере, одержав победу в программе байдарок-четвёрок на километровой дистанции. Будучи одним из лидеров гребной команды Румынии, благополучно прошёл квалификацию на летние Олимпийские игры 1984 года в Лос-Анджелесе — в двойках на пятистах метрах вместе с напарником Анджелином Веля финишировал в решающем заезде пятым, тогда как в четвёрках на тысяче метрах показал в финале четвёртый результат, немного не дотянув до призовых позиций.
После Олимпиады Федосей остался в основном составе румынской национальной сборной и продолжил принимать участие в крупнейших международных регатах. Так, в 1986 году он выступил на мировом первенстве в канадском Монреале, откуда привёз награду серебряного достоинства, выигранную в зачёте четырёхместных байдарок на дистанции 10000 метров — в финале его обошёл только экипаж из СССР. Вскоре по окончании этих соревнований принял решение завершить спортивную карьеру, уступив место в сборной молодым румынским гребцам.